# Niketas Choniates
Nikétas Chóniatés (řecky Νικήτας Χωνιάτης, 1155 – 1215 nebo 1216), někdy zvaný také Acominatus, byl vysokým byzantským úředníkem a významným historikem. Jeho bratrem byl Michaél Chóniatés, rétor, básník a pozdější athénský biskup, který Niketu doprovázel z jejich rodného Chónai do Konstantinopole.

## Život a dílo
Nikétas Chóniatés se narodil v Malé Asii, v městě Chónai. V mládí studoval rétoriky a práva, což mu později umožnilo úspěšnou dráhu vysokého státního úředníka. Za vlády angelovských císařů držel několik významných úřadů, byl například správcem thematu ve Filippopoli a nakonec dosáhl nejvyššího úřadu logotheta. Byl přítomen v hlavním městě Byzance během jeho obležení křižáky v letech 1203 až 1204 a následného dobytí. Nikétovi tehdy pomohl z města uniknout jeden z jeho benátských přátel. Poté odešel na dvůr nikájského císaře Theodora Laskarida do malé Asie a věnoval se literatuře. V roce 1215 nebo 1216 Nikétas zemřel.
Nikétovým stěžejním dílem je jednadvacetisvazková Chroniké diégésis (Letopisné vyprávění), která líčí byzantské dějiny v letech 1118-1206. Práce, napsaná okázalým rétorickým stylem, je velmi cenná jako vcelku nezaujatý záznam událostí, kterých byl Nikétas očitým svědkem, či je měl od očitých svědků „z první ruky“. Nejzajímavější část jeho díla popisuje dobytí Konstantinopole. Malé pojednání Na sochách zničených Latiny (později upraveno neznámým autorem) je cenné i pro dnešní archeology. Nikétova věroučná práce Thesaurus Orthodoxae Fidei, ačkoliv je dochována kompletní v rukopisech, byla vydána jen zčásti a představuje velkou autoritu pro heretické myslitele 12. století.

## Recepce
Umberto Eco se inspiroval touto postavou a použil jí jako jednu z hlavních postav svého románu Baudolino. V poznámkách se můžeme dočíst: "polykal svěží vánky - obrat Nikety Choniata, jehož význam dnes neznáme."

### Edice
- Nicetae Choniatae Historia, ed. Jan Louis van Dieten, Berlin, 1975.
- Choniates, Nicetas. The Sack of Constantinople Archivováno 30. 10. 2014 na Wayback Machine.
- Choniates, Nicetas. Excerpt from the Historia Archivováno 14. 12. 2004 na Wayback Machine.